# Санько Аліна Станіславівна
Аліна Станіславівна Санько (31 грудня 1998 Азов, Ростовська область) — російська модель, володарка титулу Міс Росія 2019, учасниця конкурсу Міс світу 2019 .

## Біографія
Народилася в 1998 році в місті Азові Ростовської області. Виховувалася матір'ю. З дитинства захоплювалася мистецтвом і архітектурою, фотографією і малюванням. Неодноразово займала призові місця на олімпіадах з мистецтва.
2016 рік, закінчила середню школу № 1 в місті Азові, після чого переїхала в Москву, де стала студенткою архітектурного факультету Державного університету із землеустрою.
2020 рік, з червоним дипломом закінчила бакалаврат за спеціальністю «Дизайн середовища», після чого поступила на магістратуру в Московський державний університет за напрямом «Телебачення».
Закінчила режисерські курси.
У 2017 році брала участь в конкурсі «Miss fashion Russia» 2017.
Кар'єру моделі почала в лютому 2019 року, коли після вдалого кастингу взяла участь в зйомці для онлайн-каталогу Lamoda.

### Участь у «конкурсах краси»
У 2019 успішно пройшла кастинг на Міс Росія 2019, ставши першою представницею Азова в історії конкурсу .
У фіналі конкурсу, який відбувся 13 квітня в концертному залі «Барвіха Luxury Village», завоювала титул «Міс Росія».
За перемогу в конкурсі отримала грошовий приз у розмірі трьох мільйонів рублів, а також можливість участі в конкурсах Міс світу і Міс Всесвіт.
14 грудня 2019, на конкурсі Міс світу 2019, який пройшов у Лондоні, увійшла в топ-12.
Через близькість дат проведення двох конкурсів і неможливості отримання американської візи Санько відмовилася від подальшої участі в конкурсі Міс всесвіт 2019.

## Інтерв'ю
- Міс Росія 2019 Аліна Санько про перемогу в конкурсі та плани на майбутнє. Вечірній Ургант. [Архівовано 29 січня 2021 у Wayback Machine.] // Фрагмент передачі Вечірній Ургант від 19 квітня 2019.
- Міс Росія 2019 Аліна Санько: "Свій виграш я витрачу на маму. [Архівовано 11 серпня 2020 у Wayback Machine.] Дуже хочу перевезти її з Азова до Москви " [Архівовано 11 серпня 2020 у Wayback Machine.] // Woman.ru — 25 квітень 2019.
- Аліна Санько: «Міс Росія 2019» про те, як вона завоювала корону і що збирається робити далі [Архівовано 26 лютого 2021 у Wayback Machine.] // Hello! — 18 травня 2019.